# Fernando Telles Ribeiro
Fernando Aloysio Telles Ribeiro (Rio de Janeiro, 12 de abril de 1938 - São Paulo, 1 de maio de 2018) foi um saltador, engenheiro civil e dirigente esportivo brasileiro. Participou de duas edições de Jogos Olímpicos de Verão. Fez sua carreira no Fluminense Football Club, onde foi grande benemérito.

## Biografia
Praticou praticou atletismo e ginástica artística na escola modelo da Fundação Getúlio Vargas, em Nova Friburgo. Seus primeiros saltos foram na piscina do local. Foi visto em 1955 e foi convidado a fazer um teste no Fluminense. Disputou os Jogos Olímpicos de Verão de 1956, em Melbourne. Ficou em 23º no trampolim.
Em 1957, junto com Mary Dalva Proença, ajudou o Fluminense a ser campeão carioca de saltos ornamentais pela décima vez. Foi campeão sul-americano em 1958 e em 1960.
Nos Jogos Olímpicos de Verão de 1960, em Roma, ficou em 22º no trampolim.
Participou de três edições de Jogos Pan-Americanos: 1959, 1963 e 1967. Deixou o esporte em 1968.
Formou-se em Educação Física pela Escola de Educação Física do Exército. Também tem formação em Engenharia Civil pela Faculdade de Engenharia Souza Marques.
Continuou a competir pela categoria master, tendo sido campeão mundial em Portland, nos Estados Unidos, em 1998. De 1992 a 2003 foi Diretor de Saltos Ornamentais e assessor para projetos esportivos da Confederação Brasileira de Desportos Aquáticos.
Em 2014, aos 76 anos, fez uma apresentação no quadro "Saltimbum", no Caldeirão do Huck, na Globo. Morreu no dia 1 de maio de 2018, aos 80 anos.